# Gouvernement local en Écosse
Le gouvernement local en Écosse est organisé avec 32 autorités unitaires nommées « Conseils » (Councils), composés de conseillers élus tous les quatre ans.
Les conseils écossais coopèrent entre eux et sont représentés collectivement par la Convention des autorités locales écossaises (Convention of Scottish Local Authorities ou COSLA).